# 國防威脅降低局
國防威脅降低局（英語：Defense Threat Reduction Agency，DTRA）是美國國防部的一個戰鬥支援機構，負責打擊大規模殺傷性武器，也就是化、生、放、核、高爆物等武器，以確保美國的戰略威懾。除了管理各種核生化武器的儲藏和製造，國防威脅降低局還負責監督各種軍武削減條約，打擊軍武走私，防止大規模殺傷性武器擴散。

## 歷史
國防威脅降低局的起源可以追溯到1942年的曼哈頓計劃，而曼哈頓計劃結束之後，美軍成立軍隊特種武器計畫（AFSWP）來接管軍方控制的核武器。
1959年，軍隊特種武器計畫被重新指定為國防原子能支援局（DASA），擁有國防部的大部分的核影響研究資金，國防原子能支援局也負責協調核事故的應變。1968年，國防原子能支援局負責監督圖勒空軍基地B-52墜毀事件的清汙工作。1971年，國防原子能支援局被國防核能局（DNA）取代，負責試驗美國和武器及相關技術。
1996年6月，由於國防核能局的職責涵蓋了非核武器，因此更名為國防特種武器局（DSWA）。
1998年，國防威脅降低局成立，由國防特種武器局、現場檢驗局（OSIA）、合作減少威脅計劃（CTR）、化學生物防禦計劃（CBD）等四個機構組成。
2005年，美國戰略司令部建立美國打擊大規模毀滅性武器戰略指揮中心（SCC-WMD），這個單位主任由國防威脅降低局局長兼任，直到2017年戰略指揮中心移交給美國特種作戰司令部。
2016年，聯合反臨時威脅組織被納入國防威脅降低局旗下，這是針對簡易爆炸裝置和小型無人機進行防範與研究的單位。

## 重要行動

### 銷毀蘇聯武器
冷戰結束後，國防威脅降低局及其前身機構協助許多東方集團國家銷毀舊蘇聯時代的核武器基地（如飛彈發射井或鈽生產設施）、生物武器基地、化學武器基地，避免蘇聯解體造成這些武器設備和科學人才失去控制而擴散。

### 伊波拉
自2003年以來，國防威脅降低局已花費超過3億美元，研究病毒性出血熱（包括伊波拉病毒）的疫苗和治療方法。

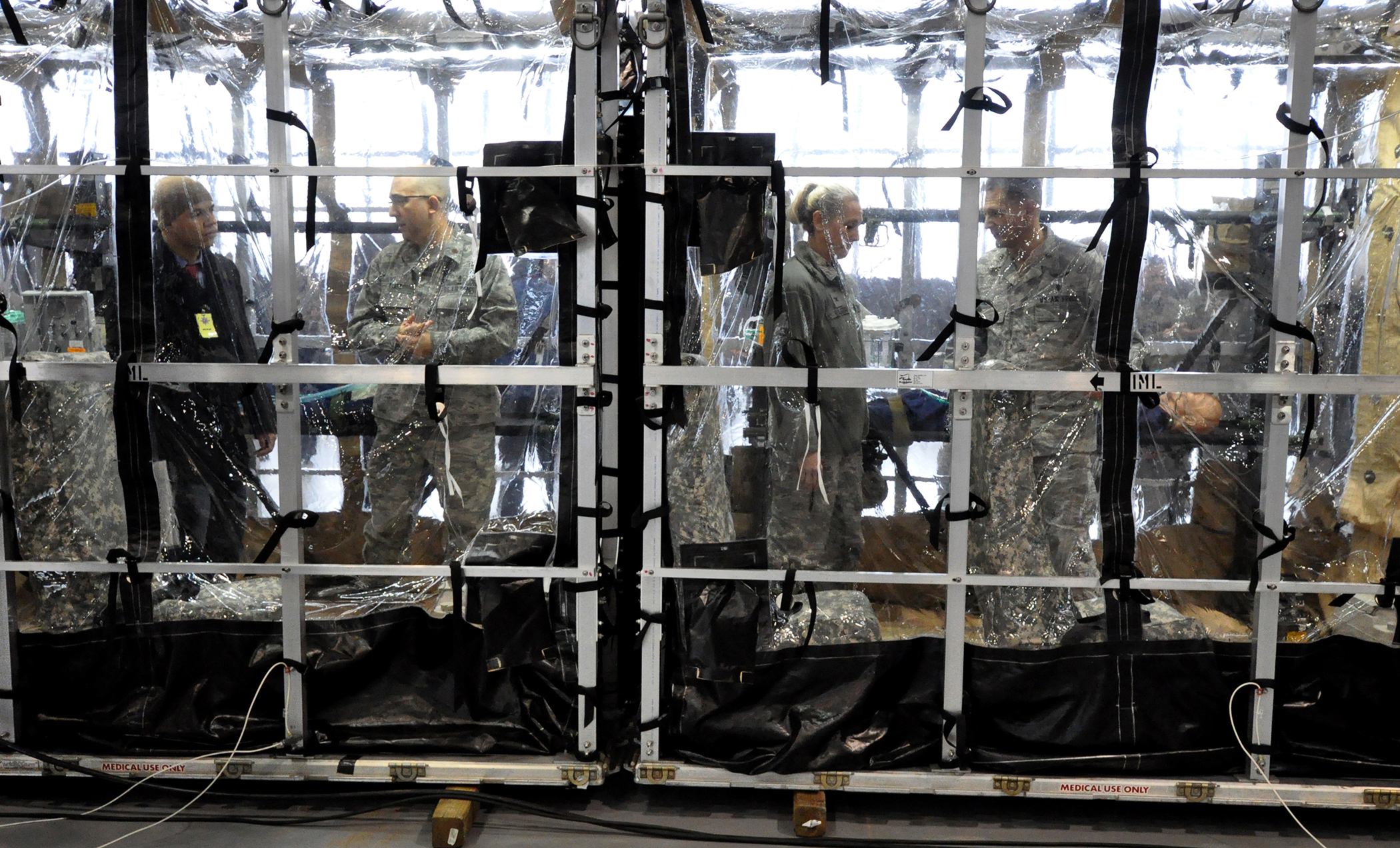
2015年，媒體正在史考特空軍基地參觀運輸隔離系統（TIS）。

國防威脅降低局也設計運輸隔離系統（Transport Isolation System），這是一種密封且獨立的病患收容艙，可以裝載在C-17運輸機和C-130運輸機，最初目的是後送在聯合援助行動中感染伊波拉病毒的美軍，後來也用來運輸任何具有高度傳染性疾病的人員。

### MAXIMUS計畫
伊拉克自由行動期間，國防威脅降低局在伊拉克收集放射性原料，包括近兩噸的濃縮鈾、數百噸的黃餅及其它放射源。2004年，國防威脅降低局和美國能源部展開代號為MAXIMUS的計畫，將1.77公噸濃縮鈾和約1,000個高放射源物體移出伊拉克，將550噸的黃餅賣給加拿大卡梅科公司。
國防威脅降低局也保護了圖韋薩的黃餅，將其移交給伊拉克當局。

### 巨型鑽地彈
國防威脅降低局曾經負責管理和測試巨型鑽地彈，這種炸彈能夠摧毀堅硬地層且深埋地底的目標，尤其是核生化武器的儲存設施。國防威脅降低局於2007年3月14日在新墨西哥州白沙飛彈靶場的隧道中首次試驗。巨型鑽地彈相關計畫在2010年2月移交給美國空軍。

### 敘利亞化學武器
國防威脅降低局開發野戰可部署水解系統並於2014年裝設在開普雷號滾裝船上協助銷毀敘利亞化學武器，當時敘利亞總統巴沙爾·阿塞德將其國家的毒氣和生產設備交給禁止化學武器組織，再由美軍負責銷毀，國防威脅降低局共銷毀600多噸的沙林毒氣和芥子毒氣。